# Schloss Phantom
Schloss Phantom (bzw. Schloß Phantom) ist ein Kriminalfilm von 1916 der Filmreihe Phantomas.

## Hintergrund
Die Produktionsfirma war die Greenbaum-Film GmbH Berlin. Der Film hatte eine Länge von vier Akten. Die Zensur fand im September 1916 statt. Die Polizei Berlin belegte ihn mit einem Jugendverbot (Nr. 39733). Die Polizei München erlaubt keine Ankündigung als Detektivfilm (Nr. 22586, 22587, 22588, 22589). Möglicherweise ist dieser Film derselbe wie der in der IMDb gelistete Film „Das Phantom der Oper“.